# Henk Nieuwkamp
Henricus Everhardus Maria (Henk) Nieuwkamp (Borne, 15 juli 1942) is een voormalig Nederlands wielrenner. Hij vertegenwoordigde Nederland eenmaal bij de Olympische Spelen, maar won hierbij geen medailles.

## Overwinningen
1966
- Dwars door Gendringen, Amateurs

1967
- Ronde van Limburg

1968
- Nederlands kampioen op de 50 kilometer
- 5e etappe Olympia's Tour, Oploo (NED)

1970
- 7e etappe Milk Race
- 12e etappe Milk Race
- 13e etappe Milk Race
- 2e etappe Olympia's Tour

## Grote ronden
Geen